# Oxalis latifolia

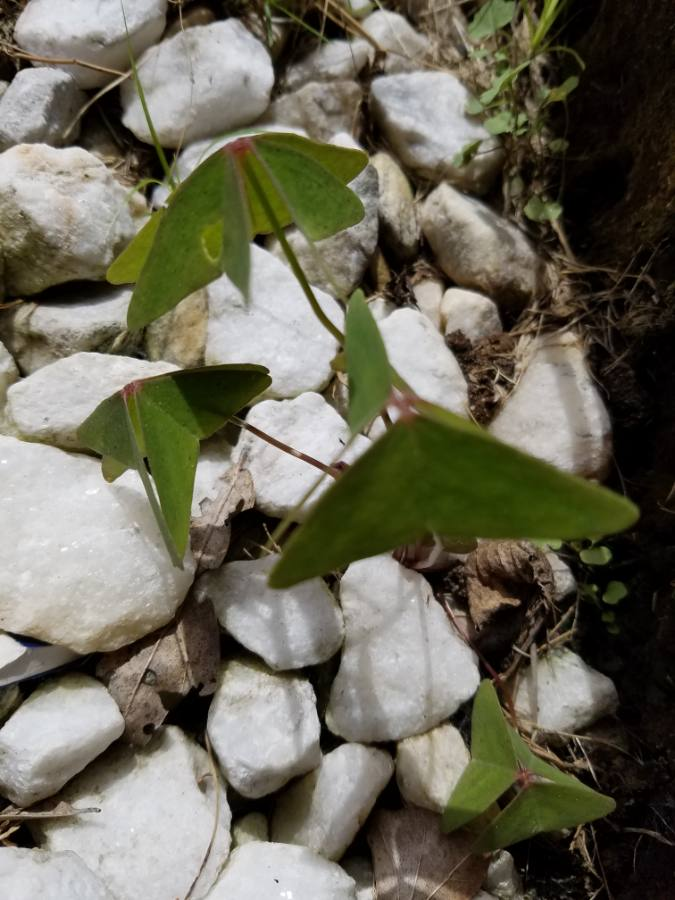
Oxalis latifolia, una maleza invasiva, introducida de América Central

Oxalis latifolia es una especie de fanerógama perteneciente a la familia Oxalidaceae conocida por el nombre común de jardín de acedera rosada, acedera y acedera de hojas anchas. Es nativa de México y partes de América Central y del sur.

## Descripción
Es una hierba perenne que crece a partir de un sistema de pequeños bulbos y se propaga a través de estolones. No hay vástago. Las hojas surgen en largos pecíolos desde el nivel del suelo, cada uno compuesto por tres hojuelas con forma de corazón de aproximadamente 4,5 cm de ancho. La inflorescencia es un conjunto de varias flores, cada una con cinco pétalos rosados.

### Especie Invasiva
Es conocido en la mayoría de los otros continentes como una especie introducida, una maleza nociva e invasora, ya que infesta muchos tipos de cultivos agrícolas.